# Синько Тетяна Павлівна
Тетяна Павлівна Синько (нар. 24 січня 1952, село Куземівка, тепер Сватівського району Луганської області) — українська радянська діячка, стернярка Куп'янського ливарного заводу. Депутат Верховної Ради УРСР 10—11-го скликань.

## Біографія
Освіта середня.
З 1970 року — стернярка Куп'янського ливарного заводу імені 60-річчя Великої Жовтневої соціалістичної революції.
Потім — на пенсії в селищі Ківшарівка Куп'янської міської ради Харківської області.

## Нагороди
- ордени
- медалі
- лауреат Державної премії Української РСР